# Schroten

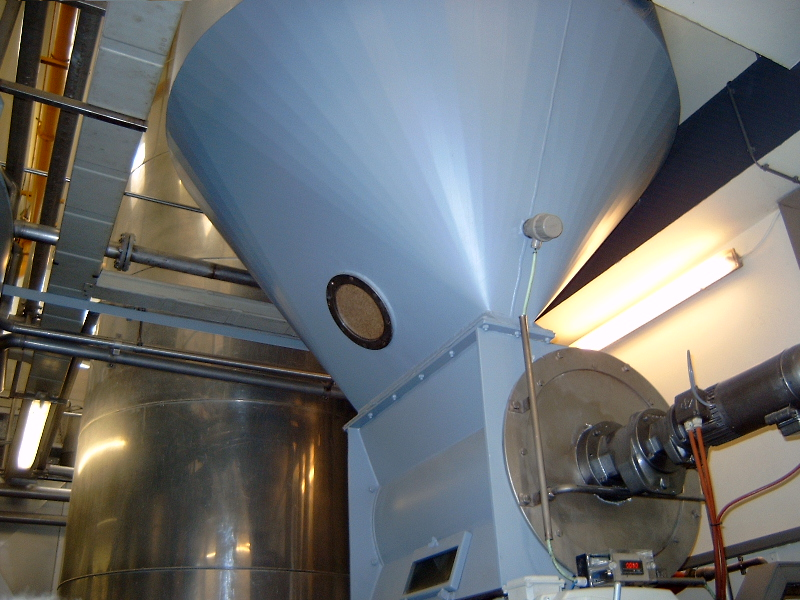
Schrootmolen bij de Gulpener Bierbrouwerij

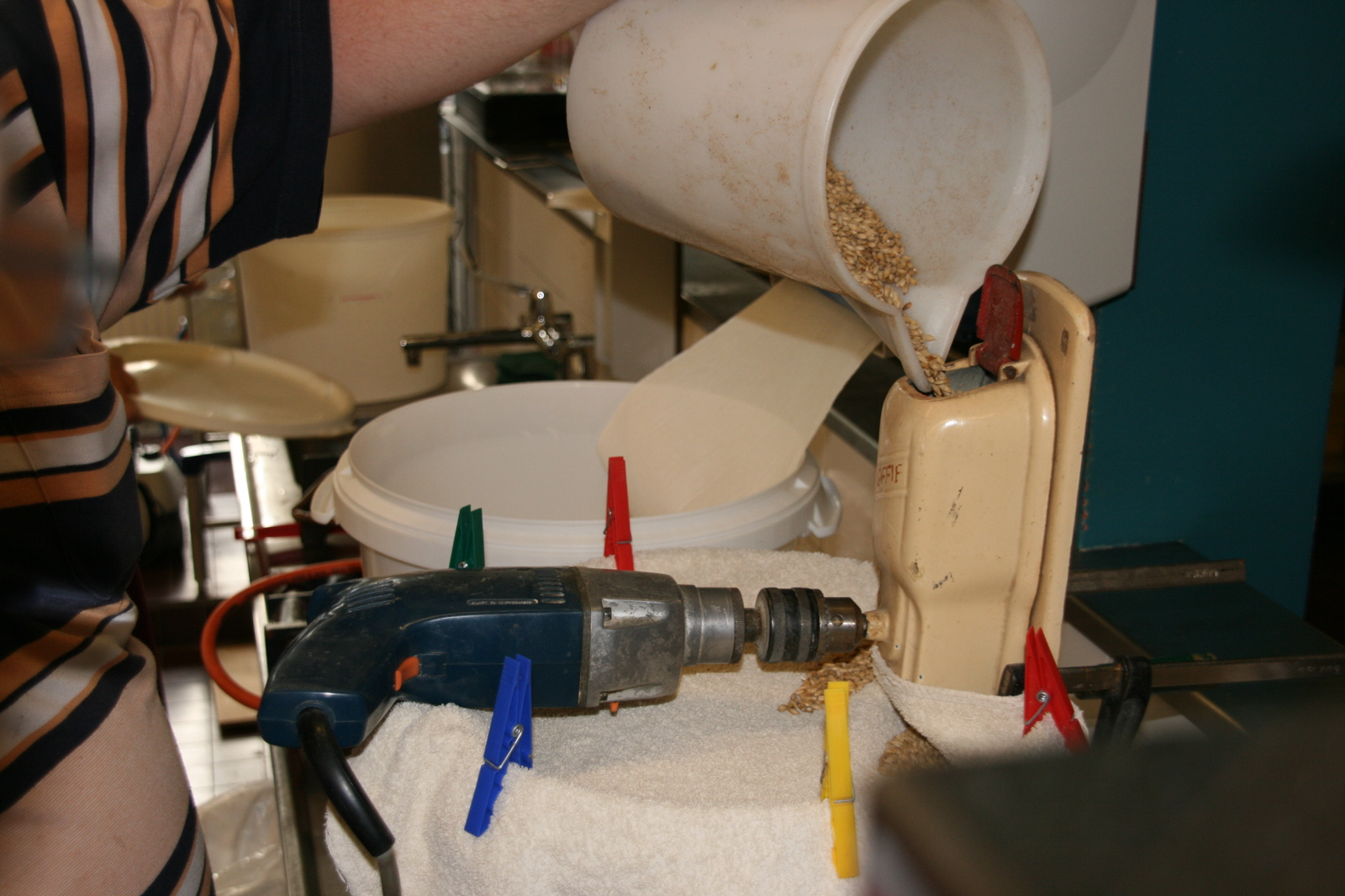
Schroten door een amateurbrouwer

Schroten is het malen of pletten van mout. Vroeger gebeurde dat op een moutmolen.
Om bier te kunnen brouwen is het nodig om de gebruikte moutkorrels te breken, een moutkorrel is namelijk vrij hard. Door de korrel te breken kan het daarin aanwezige zetmeel beter oplossen in het brouwwater. Het zetmeel kan dan vervolgens worden afgebroken tot suiker die de gist weer omzet tot alcohol. 
Het is bij het schroten belangrijk dat het kaf heel blijft. Uit het kaf komt namelijk als het fijn vermalen is veel tannine vrij, dat het bier een wrange, bittere smaak geeft. Verder is het kaf ook van belang tijdens het filteren van het wort. Het zetmeel moet wel zo fijn mogelijk verdeeld worden, want dan lost het beter op. Mout wordt daarom niet fijn gemalen, maar heel grof gemalen of met speciale walsmolens (schrootmolens) platgewalst. Dat proces noemt men schroten.